# Jordens hypotetiska månar

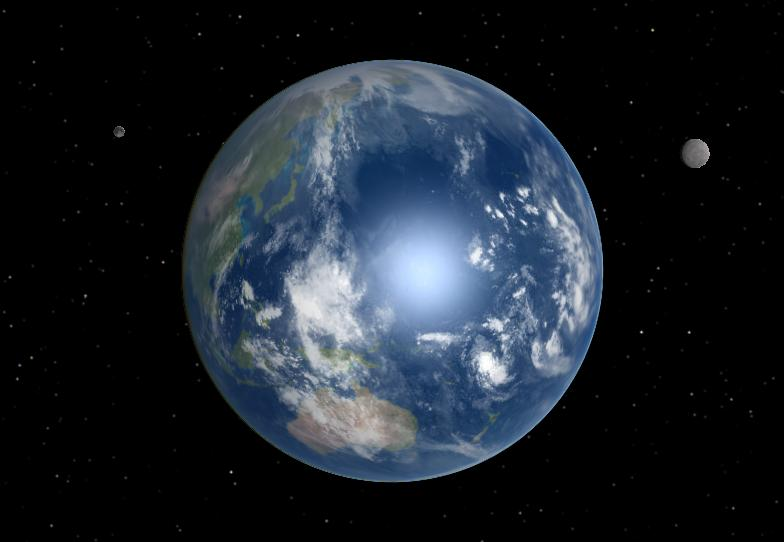
Konstnärlig föreställning om två naturliga satelliter till jorden.

Flera gånger har kungörelser gjorts om andra naturliga satelliter till jorden, än månen. Flera kandidater har föreslagits men inga upptäckter har bekräftats vetenskapligt. Under 1800- och 1900-talet har vetenskapligt sökande genomförts, men möjligheten har också blivit föremål för flera icke-vetenskapliga teorier och olika lurendrejerier.
Fastän månen är jordens enda kända naturliga satellit, har flera jordnära objekt legat i banresonans med jorden. Dessa har ibland felaktigt kallats för jordens "andra", "tredje" eller "övriga" naturliga satelliter. Ibland har exempelvis kvasisatelliter som direkt kretsar kring solen – i banresonans med jorden – kallats för detta.
469219 Kamoʻoalewa, eller 2016 HO3, är en asteroid som upptäcktes den 27 april 2016, och kan vara den mest stabila bland dessa jordens kvasimånar. Asteroiden kretsar runt solen, men verkar kretsa även runt jorden. Den är dock för avlägsen för att verkligen kunna räknas som naturlig satellit, eftersom den är på mellan 36 och 100 gånger månens avstånd.
Vissa små solsystemsobjekt kan också tillfälligt gå in i en omloppsbana kring jorden. Detta är vetenskapligt bekräftat beträffande med 2006 RH120 vilket skedde 2006–2007. Detta verkar också ha varit fallet med WT1190F som upptäcktes 2009 och som störtade över Sri Lanka den 13 november 2015. Av allt att döma var det dock frågan om rymdskrot.

## Historik över hypotetiska månar

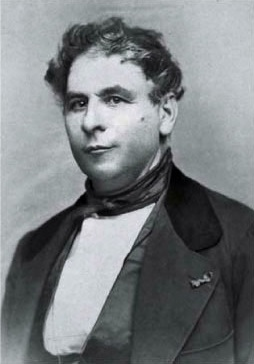
Frédéric Petit.

### Petits måne
Först att hävda fyndet av en andra måne var den franske astronomen Frédéric Petit vid Toulouse-observatoriet som 1846 rapporterade fyndet av en andra måne i elliptisk bana runt Jorden. Fyndet ska ha bekräftats av Lebon och Dassier vid samma observatorium och av Larivière vid Artenac-observatoriet den 21 mars 1846.
Petit föreslog att månens bana var elliptisk med en omloppstid av 2 timmar och 44 minuter, med apogeum på 3570 km och perigeum på 11,4 km. Förslaget stöddes inte av hans kollegor. En perigeumhöjd på 11,4 km skulle innebär att månen nådde långt ner i jordens atmosfär och till en höjd där moderna flygplan befinner sig. Petit publicerade nya beräkningar om sina observationer 1846 under 1861, med tillägg om hur denna måne påverkade rörelserna hos månen.
Den amerikanske astronomen William Henry Pickering hade föreslagit att månen själv brutit sig loss från jorden, varför tanken på en jordnära måne inte fanns långt borta.
Petits måne kom att bli inspiration till Jules Vernes uppföljare av Från jorden till månen, science fiction-romanen Månen runt (1870).

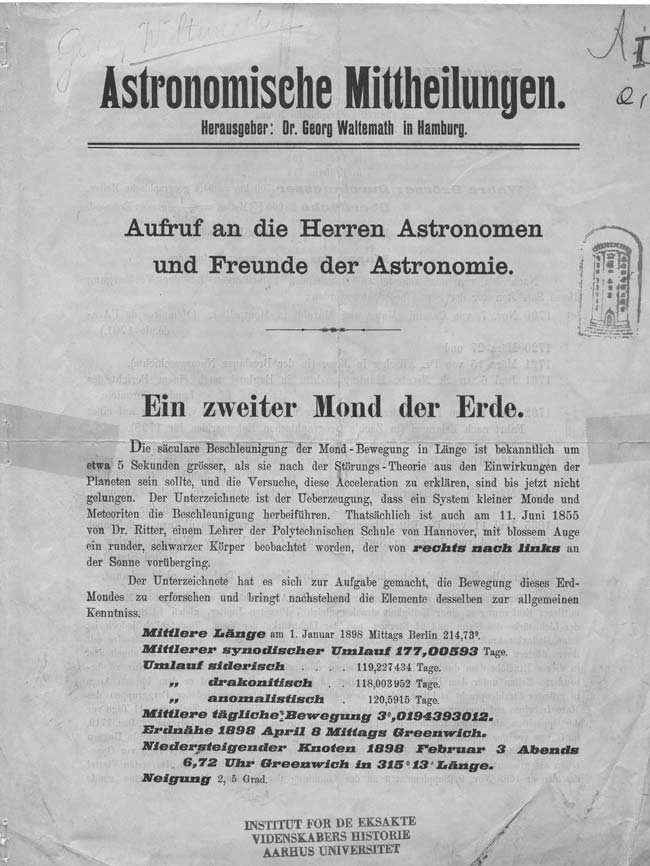
Georg Waltemaths meddelande om en andra måne.

### Waltemaths måne
1898 rapporterade den tyske astronomen Georg Waltemath att han hade lokaliserat ett system av små månar som kretsade runt jorden. Waltemath hade påbörjat sitt sökande utifrån hypotesen att det fanns något med gravitation som påverkade månens bana.
Waltemath beskrev att en av månarna hade en ungefärligt avstånd från Jorden av 1 030 000 km och en diameter av 700 km, med en omloppstid av 119 dygn och en synodisk omloppstid av 177 dygn. Waltemath hävdade vidare att månen inte reflekterade tillräckligt med solljus för att kunna observeras utan teleskop, utom vid särskilda tillfällen. Han gjorde åtskilliga förutsägelser om sådana tillfällen. "Ibland skiner den på natten, som solen, men bara för någon enstaka timme."
Den kanadensiske väderexperten Ezekiel  Stone Wiggins tillskrev den kalla våren 1907 effekterna av en andra måne, som han sa sig ha sett första gången 1882. Han publicerade sina observationer I den amerikanska tidningen New-York Tribune 1884. Wiggins menade att månen var den troliga orsaken bakom den märkliga solförmörkelsen i maj det året. Vidare att den förmodligen var den ”grönaktiga månskära” som setts på Nya Zeeland och senare i Nordamerika 1886, med en varaktighet på ungefär en halvtimme varje gång. Wiggins menade att det var frågan om ”den andra måne” som Waltemath observerat 1898.
Emellertid var det inga andra observatörer som kunde styrka iakttagelserna. Efter en förutsägelse som slog fel, om att månen skulle gå att se i februari 1898, kom uppgifterna att betvivlas på allvar.
I augustinumret 1898 av Science rapporterades att Waltemath hade skickat en rapport om ”en tredje måne” som han beskrev som wahrhafter Wetter und Magnet Mond, det vill säga en “riktig väder- och magnetmåne”. Denna måne skulle vara 746 km i diameter och närmare jorden än den andra måne han tidigare observerat.

### Ytterligare månar
1918 hävdade astrologen Walter Gornold, allmänt känd som Sepharial, att han kunde bekräfta fyndet av en av Waltemaths månar. Han namngav månen till Lilith. Gornold hävdade att Lilith var en “mörk måne” som vanligtvis var osynlig, men som han hade kunnat se när den passerade över solskivan.
1926 publicerade den vetenskapliga tidskriften Die Sterne uppgifter om ett fynd den 24 maj 1924, som den tyske amatörastronomen W. Spill skulle ha gjort, av en andra måne i omlopp runt Jorden.
I slutet av 1960-talet ska John Bargby ha observerat fler än tio små naturliga satelliter i omlopp runt jorden. Detta kunde aldrig bekräftas.